# Mutwenzi
Mutwenzi är ett vattendrag i Burundi.   Det ligger i provinsen Gitega, i den centrala delen av landet, 70 km öster om huvudstaden Bujumbura.
Omgivningarna runt Mutwenzi är en mosaik av jordbruksmark och naturlig växtlighet. Runt Mutwenzi är det tätbefolkat, med 397 invånare per kvadratkilometer.